# Репник
Репник је насељено мјесто у Босни и Херцеговини у општини Бановићи које административно припада Федерацији Босне и Херцеговине. Према попису становништва из 1991. у насељу је живјело 2.066 становника.

## Становништво
| Националност       | 1991. | 1981. | 1971. | 1961. |
| Муслимани          | 2.004 |       |       |       |
| Срби               | 15    |       |       |       |
| Хрвати             | 1     |       |       |       |
| Југословени        | 19    |       |       |       |
| остали и непознато | 27    |       |       |       |
| Укупно             | 2.066 | '     | '     | '     |